# Alphonse Rabbe
Pour les articles homonymes, voir Rabbe.
Alphonse Rabbe, né le 18 juillet 1784 à Riez, mort le 31 décembre 1829 à Paris, est un journaliste, historien, biographe, écrivain romantique et poète en prose français.

## Biographie
Alphonse Rabbe passe une enfance sans histoire en Provence, avant de quitter la maison familiale, en 1802, et de travailler à Paris dans des ateliers de peintres comme celui de Jacques Louis David. Il revient en Provence continuer ses études de droit avant de repartir à Paris tenter le théâtre. Finalement, Napoléon ayant conquis l'Europe, il entre dans l'administration militaire en Espagne, où il passera  deux années. Après cette mission, il revient en France, ayant contracté la syphilis. Ensuite il participe à des travaux historiques.
En 1815, il prend parti pour la Restauration et agit avec les royalistes de Provence. Mécontent du poste ridicule qu'on lui offre en échange de ses services lors de la Seconde Restauration, il se lance dans l'opposition Libérale et républicaine. Il fonde un journal libéral, Le Phocéen à Marseille, qui lui vaudra des persécutions, des procès et beaucoup d'ennuis. Aussi, abandonnant Le Phocéen, il écrira, à partir de 1822, dans de nombreux journaux libéraux comme L'Album ou Le Courrier français (fondé en 1820) des articles sur les beaux-arts avec des idées libérales.
Pour vivre, il continue les travaux historiques. Il est sans cesse en contact avec des romantiques. Victor Hugo devient son ami. À partir de 1825, il vit en marge, gagné par sa maladie, défiguré et obligé de se droguer à l'opium pour diminuer ses souffrances. Il se persuade qu'on lui a volé un roman, La Sœur grise (dont personne n'a jamais trouvé trace). Il écrit son Album d'un pessimiste dont il a publié quelques extraits en 1823 et qui fut publié à titre posthume en 1835 par son neveu Léon Rabbe. 
Malade, il se suicide, selon la plupart des sources,,, en absorbant de l'opium.
En hommage, la bibliothèque de sa ville natale a été baptisée à son nom, en 2007.

## Postérité
La réputation d'Alphonse Rabbe est liée à son Album d'un pessimiste. Ses amis, comme Alexandre Dumas, Victor Hugo dans ses Chants du Crépuscule, Sainte-Beuve dans Portraits contemporains, ou des auteurs comme Baudelaire, dans ses Fusées, ont gardé son souvenir. Plus tard André Breton ne l'oubliera pas dans son Manifeste du surréalisme.

## Œuvres partielles
- Travail pour l'introduction du Voyage pittoresque en Espagne par A. Laborde, 1808
- Précis d'histoire de la Russie, 1812
- Résumé de l'histoire d'Espagne, 1823
- Résumé de l'histoire du Portugal, 1823
- Résumé de l'histoire de la Russie, 1825
- Histoire d'Alexandre I'empereur de Russie, 1826
- [posthume] Album d'un pessimiste. Variétés littéraires, politiques, morales et philosophiques, précédé d'une pièce en vers de Victor Hugo, et d'une notice par Louis-François L'Héritier, Paris, Librairie de Dumont, 1835 — sur Gallica.
- [posthume] Biographie universelle et portative des contemporains, 1834-1836 — initiée par Émile Babeuf, achevée par Léon Rabbe, Claude-Augustin Vieilh de Boisjolin et François de Sainte-Preuve.